# Due parole. Mensile di facile lettura
Due Parole. Mensile di facile lettura è una rivista di informazione di facile lettura pubblicata per la prima volta nell'aprile 1989 da parte di redattori formati dall'università La Sapienza di Roma.

## Origini
Di proprietà dell'università di Roma, La Sapienza, la rivista Due Parole rappresenta un lavoro tra i più estremisti nella richiesta di facile accessibilità dei testi scritti in ambito della cattedra di Filosofia del linguaggio.
Dall'interesse allo studio teorico della comprensione e individualizzazione di nuove modalità di scrittura di testi con una chiarezza controllata, sono nate delle linee di ricerca che hanno l'obbiettivo di sperimentare, definire e applicare tecniche di scrittura di testi ad alta leggibilità e comprensibilità.
Una seconda radice è costituita dal bisogno di colmare un vuoto che si era formato soprattutto dopo l'integrazione di persone diversamente abili nelle scuole. Questo vuoto consisteva nell'assenza di testi scritti, formativi e informativi adeguati alle capacità di persone con difficoltà di lettura e comprensione.
La terza radice è di natura più strettamente didattica e in particolare a livello universitario. Nelle università italiane, tra gli obbiettivi di formazione di qualunque corso o facoltà, non rientra l'insegnamento della scrittura, intesa come perfezionamento a livelli più alti, poiché le istituzioni ritengono che la scrittura sia un'abilità già ben strutturata e posseduta dagli studenti. A seguito di questo è stato creato il seminario pluriennale dai cui è nata la redazione di Due Parole.

### Formazione dei redattori
Per studiare le modalità di semplificazione di testi informativi, formativi e narrativi e controllare la loro comprensibilità, nell'anno accademico 1984-85 la cattedra di Filosofia del linguaggio ha istituito un seminario sul tema della leggibilità, della comprensibilità dei testi e delle tecniche di scrittura.
Questa formazione si è basata sull'applicazione di alcuni concetti fondamentali di matematica e statistica. Sono stati studiati i dati più rilevanti, dal punto di vista sociale, culturale e produttivo dell'Italia, redatti dall'ISTAT. Gli obiettivi di questa lettura erano quelli di portare gli studenti alla conoscenza della realtà italiana e abituarli a consultare fonti dirette ed essere in grado di interpretarle. Sono stati letti e discussi scritti linguistici di vario tipo e articoli di diversi quotidiani sullo stesso argomento che hanno consentito agli studenti di confrontarsi sul piano sociale, culturale, etico e politico della comunicazione. Dopo la presentazione teorica relativa ai problemi di comunicazione e al rapporto tra chiarezza dei testi e comprensione degli stessi, gli studenti del seminario hanno iniziato una fase di riscrittura di testi per lo più informativi e giornalistici con l'obbiettivo di migliorare la leggibilità e comprensibilità.
Dal folto gruppo di studenti che si erano iscritti al seminario, negli anni successivi si è consolidato un numero ristretto di studenti e studentesse che hanno seguito ininterrottamente tutte le fasi di formazione, compresa la parte di sperimentazione dalla quale è nato Due Parole. Questo gruppo di studenti, che ha preso il nome di Gruppo H, ha affiancato un altro gruppo storico formato da genitori di adulti e ragazzi portatori di ritardo mentale, da docenti di sostegno della scuola dell'obbligo, neuropsichiatri e linguisti. Tra il 1986 e il 1988 è stato definito il progetto Due Parole, che ha raccolto suggerimenti, critiche e proposte dalle varie esperienze dei singoli individui del gruppo. Tra l'estate del 1986 e la primavera del 1988 la redazione di Due Parole ha preparato e sperimentato otto numeri di prova in alcune scuole medie e in centri di formazione professionale.
Dopo la fase di sperimentazione basata sulla lettura e sulle discussioni avute con i docenti e gli operatori sociali, si è arrivati alla conclusione che era quasi impensabile scrivere testi, di argomento diverso, che potessero essere accessibili ai destinatari allo stesso modo. La presenza in contemporanea nelle pagine di Due Parole di argomenti più semplici come sport, spettacoli e vita in casa, e di argomenti più difficili come la politica, si prestava a usi differenti da parte dei diversi lettori.
Un altro obiettivo del Gruppo H era quello di contribuire alla crescita culturale e umana di persone svantaggiate dal punto di vista socio-culturale che con la lettura dei testi di Due Parole potevano ricevere una spinta e una motivazione alla lettura dei giornali nazionali.
Oltre che a persone adulte e a giovani con ritardo mentale, i testi di Due Parole potevano risultare utili anche a studenti di scuola media "normodotati", ma poco motivati o poco avvezzi alla lettura. Essi potevano risultare utili anche in altre situazioni formative: agli studenti stranieri che studiavano in Italia, ai frequentanti di corsi di alfabetizzazione per adulti, agli anziani a rischio di marginalizzazione sociale o a gruppi di persone sorde e sordomute.
Le notevoli differenze di capacità linguistiche e logico-cognitive in relazione alle diverse situazioni socio-familiari, ai rapporti interpersonali e di esperienze vissute avrebbero portato a una richiesta di produzioni di testi differenziati, quasi individualizzati. Alcuni testi, infatti, nonostante fossero meno semplici e più impegnativi linguisticamente, rispondevano meglio alle capacità di alcuni lettori rispetto a quelle di altri ai quali anche testi più semplici risultavano difficili.
Questa differenza di risposta era spesso determinata, oltre che dalle diverse forme di patologie e dalle capacità d'uso della lingua, anche dagli interessi, conoscenze e dalla curiosità di ciascun lettore. I testi di Due Parole hanno ricevuto un'accoglienza generalmente positiva, e meno differenziata per argomento, da parte dei frequentanti dei corsi di alfabetizzazione. Per costoro i testi di facile lettura avevano una duplice funzione: da una parte quella di sciogliere i dubbi su alcuni argomenti già noti (oppure sollecitare la conoscenza di nuovi argomenti), dall'altra quella di costituire un collegamento tra competenza comunicativa orale e competenza comunicativa scritta che i testi comuni fanno sembrare più separate e lontane.

### Nascita e diffusione
Dopo lunghe vicende burocratiche, nell'aprile del 1989 usciva il primo numero di Due Parole. Mensile di facile lettura. L'iniziativa è stata sostenuta dai rettori dell'Università di Roma La Sapienza e hanno contribuito anche il personale docente e non del dipartimento di Scienze del linguaggio che ha ospitato la redazione e fornito i mezzi e i supporti necessari.
La pubblicazione fu resa possibile da un contributo straordinario di 15 milioni di lire da parte dell'Università per la stampa e diffusione dei primi numeri.
Per il lancio furono stampate 4000 copie del giornale. Il giornale fu spedito gratuitamente e a rotazione a circa 3500 indirizzi, i cui destinatari erano soprattutto scuole e centri di formazione, in attesa dei primi abbonamenti, poiché il periodico veniva distribuito solo per abbonamento. La notizia della nascita del mensile fu data per prima dall'ANSA tramite due comunicazioni scritte dell'allora direttore Sergio Lepri, che già aveva messo a disposizione della redazione di Due Parole il Bollettino Quotidiano dell'Agenzia come fonte privilegiata di notizie.
Dopo quasi un anno, nel febbraio 1990 Due Parole aveva circa 630 abbonati spontanei. Oltre alle comunicazioni Ansa e agli articoli presenti su alcuni giornali nazionali e locali, su riviste straniere, sul televideo e interviste radiofoniche e televisive, Due Parole non ha mai avuto una campagna pubblicitaria in senso stretto. Hanno invece contribuito alla diffusione della notizia della nascita del quotidiano molte recensioni e interviste apparse su riviste dirette esplicitamente agli insegnanti.
Alla fine del terzo anno di vita ci furono alcune difficoltà create dal passaggio a una nuova casa editrice, ma nel 1994 gli abbonati erano circa un migliaio sparsi su tutto il territorio italiano e in alcuni casi anche all'estero, principalmente negli USA. La maggior parte degli abbonati di Due Parole erano, fin da subito, istituzioni come scuole medie ed elementari, centri di formazione professionale, istituti di rieducazione linguistica e associazioni di volontari. Ci furono anche molti abbonamenti provenienti da privati cittadini interessati all'iniziativa e da docenti, logopedisti e neuropsichiatri che hanno usato il mensile come strumento di lavoro.

### Versione Telematica
Dopo otto anni di pubblicazione a stampaDue Parole venne sospeso nel 1997 per i costi elevati di produzione.
Nel 1998 alcuni redattori crearono Parlar chiaro. Associazione per la semplificazione della comunicazione di interesse pubblico. Gli obiettivi principali furono quello di contribuire alla diffusione della chiarezza linguistica in Italia e quello di riproporre Due Parole in formato telematico.
Nel giugno 2001 viene pubblicato il primo numero di Due Parole in versione internet scaricabile gratuitamente. Nel corso di 5 anni ne usciranno 20 numeri: 
- 1 nel 2001
- 2 nel 2002
- 7 nel 2003
- 7 nel 2004
- 2 nel 2005
- 1 nel 2006

Quello del maggio 2006 è l'ultimo numero pubblicato di Due Parole.

## Struttura di Due Parole
Il periodico era formato da 8 pagine e si presentava in formato tabloid, stampato nero su bianco con la presenza di un colore brillante per la testata. La grafica era oggetto di particolare cura, diretta e realizzata dal giovane giornalista Giovanni De Mauro. La progettazione grafica era derivata da un'accurata scelta e sperimentazione di soluzioni grafiche e tipografiche incentrate verso la massima leggibilità. 

### Pagine
Due parole era composto da 8 pagine:
Pagina 1
Conteneva la notizia o le notizie più rilevanti del mese
Pagina 2
Conteneva la notizia di spettacoli
Pagina 3
Conteneva consigli e istruzioni per la vita di casa e ricette culinarie
Pagina 4 e 5
Contenevano notizie dall'Italia
Pagina 6
Conteneva notizie dall'estero
Pagina 7
Conteneva notizie sportive
Pagina 8
Conteneva notizie di cultura, arte e scienza

#### Notizie di spettacolo
Le notizie di spettacoli riguardano la presentazione di film, dischi musicali, personaggi del mondo dello spettacolo e trasmissioni radio-televisive. A volte le notizie di spettacolo possono trovarsi anche a pagina 1 o pagina 8 in occasione di particolari occasioni come il Festival di Cannes, La Mostra del Cinema di Venezia e la notte degli Oscar.

#### Consigli e istruzioni
Sono testi di tipo formativo e trattano principalmente di:
- ricette culinarie
- consigli per la cura 
  - del corpo
  - della casa
  - degli animali
  - delle piante
- guide al risparmio
- istruzioni per controllare il bilancio familiare
  - istruzioni per leggere e capire le bollette

#### Le ricette di cucina
Sono testi in cui la funzione formativa è più dominante ed evidente. Sono solitamente divisi in due parti: la prima molto schematica e la seconda più discorsiva.
La prima parte è intitolata "Che cosa serve" e sono elencati gli ingredienti necessari alla ricetta; nella seconda, intitolata "Che cosa devo fare",  sono elencate le diverse operazioni necessarie alla preparazione del piatto, in ordine cronologico.

#### Consigli, istruzioni e guide
Sono dei testi che hanno l'obbiettivo di sviluppare e rinforzare il senso di autonomia della persona per la vita quotidiana. Ad esempio con i consigli per la cura si intende rafforzare la sicurezza personale e la consapevolezza di essere in grado di occuparsi, oltre che di se stessi, anche degli altri, degli animali e delle piante.
Per quanto riguarda le istruzioni, hanno lo scopo di insegnare al lettore come tenere il bilancio familiare, leggere e capire le varie bollette, come telefono, gas, corrente.
Le piccole guide invece hanno l'obiettivo di educare e invitare al risparmio di beni preziosi e comuni come l'acqua.

#### Notizie dall'Italia
Le notizie dall'Italia occupano sempre le pagine centrali, ovvero le pagine 4 e 5, a volte possono occupare anche la prima pagina se la notizia del mese è di politica o vita italiana. I temi trattati in queste pagine riguardano principalmente:
- diritti dei cittadini
- questioni politiche e sociali
- diritto al lavoro
- andamento dell'occupazione e disoccupazione
- diritto all'istruzione
- diritto alla salute
- leggi
- iniziative e associazioni a favore delle persone disabili
- servizi pubblici

#### Notizie dall'estero
A pagina 6 si trovano le notizie di rilievo internazionale, spiegazioni degli avvenimenti del periodo e le sue conseguenze. Sono presenti le descrizioni di personaggi pubblici con informazioni biografiche relative al loro ruolo pubblico o politico. Due Parole ha dedicato particolare attenzione alle notizie relative alle attività dell'Unione europea.

#### Notizie sportive
Le notizie sportive riguardano gli avvenimenti e i campionati sportivi nazionali e internazionali. È presente una particolare attenzione al comportamento e ai successi di singoli personaggi sportivi o squadre italiane, cercando di analizzare le cause e le circostanze di alcuni eventi e comportamenti sportivi.

#### Notizie di cultura
A pagina 8 sono collocate le notizie di tipo culturale e gli argomenti trattati possono essere di vario tipo. Principalmente trattano di arte, scienza, letteratura, musica e teatro.

### Selezione delle notizie
Dato il numero di pagine che formano il periodico Due Parole e la sua periodicità, la selezione delle notizie è una parte molto importante. La redazione si riunisce mensilmente e vengono decise le notizie da pubblicare tra le proposte di tutti responsabili, sulla base del materiale raccolto.
Le notizie, solitamente sono scelte se sono:
1. interessanti per i lettori e capaci di motivarli
2. rilevanti e durevoli nel tempo. Le informazioni che rispondo a queste due caratteristiche sono chiamate "di attualità permanente"
3. concrete e vicine alle esperienze dei destinatari. Per concretezza si intende la certezza della notizia, ovvero è una descrizione di un fatto realmente accaduto e concluso, o che si verificherà in seguito, o in conseguenza, ad un altro evento certo. Per vicinanza si intende, invece, la capacità di produrre effetti concreti sulla vita dei lettori.
4. non scatenanti sul piano emotivo. Le informazioni non devono mettere in primo piano aspetti crudi o violenti per non turbare l'equilibrio psico-fisico di alcuni lettori di Due Parole.

### Le fonti
Le fonti di Due Parole sono principalmente fornite da agenzie giornalistiche. Esse sono selezionate sulla base di caratteristiche di precisione e nitidezza delle informazioni fornite. Queste caratteristiche coincidono con essenzialità e stringatezza. 
Le fonti devono contenere prima di tutto le informazioni principali che riguardano il soggetto che fa l'azione, il momento, il luogo, e le ragioni e le modalità di svolgimento dell'azione stessa.
La principale fonte utilizzata da Due Parole è l'Agenzia giornalistica ANSA, questa scelta è determinata da tre motivi:
- fornisce, in media, 500 notizie al giorno
- è la fonte di notizie principale dei giornali  e telegiornali italiani
- redige e sintetizza i testi in base a precise regole di scrittura e organizzazione del testo.

Le altre fonti di informazione di Due Parole sono i quotidiani italiani e stranieri più importanti per approfondire e controllare le notizie a seconda degli argomenti:
- testi integrali di leggi e decreti pubblicati sulla Gazzetta Ufficiale
- documentazione scritta fornita da istituzioni, sindacati, enti e associazioni in quanto fonti primarie di notizie per i loro temi di competenza
- l'enciclopedia dei diritti del cittadino Il Salvagente
- monografie e articoli di quotidiani stranieri, selezionati e tradotti in italiano dal settimanale di cultura Internazionale
- enciclopedie generali e tematiche

### Caratteristiche dei titoli
Ai titoli viene prestata molta attenzione, dato che, insieme alle immagini, rappresentano l'elemento di attenzione immediata da parte del lettore. La loro importanza è collegata alla loro funzione, ovvero quella di dare al lettore una sorta di pista che può facilitare la comprensione del senso globale dell'articolo. Per questo, più un titolo è semplice e chiaro, più aiuta il lettore a capire di cosa tratta la notizia. I titoli di Due parole si differenziano molto da quelli dei giornali comuni. I titoli racchiudono in sintesi la notizia di cui l'articolo vuole informare e usano un linguaggio comune e di uso quotidiano. Il loro obbiettivo è quello di essere chiari, precisi e diretti, nonostante la loro brevità. Perciò sono solitamente frasi complete, ovvero formate da soggetto, verbo e complemento oggetto.
Come per gli articoli, anche per i titoli ci sono degli accorgimenti da seguire; essi hanno una chiarezza maggiore se:
- hanno il verbo in modo finito, all'indicativo
- contengono verbi di forma attiva e non passiva
- sono presentati in forma affermativa
- non sono allusivi
- non usano parentesi, virgolette e trattini

### Articoli e schede
La caratteristica più importante degli articoli di Due parole è la loro brevità. In media gli articoli più importanti vanno dalle 30 alle 60 righe e ogni riga contiene circa 36 battute. Gli articoli secondari hanno un numero medio di righe di circa 20. Gli articoli più lunghi sono le interviste, situate solitamente a pagina 4 o 5, tra le notizie dall'Italia, oppure tra le notizie dall'estero a pagina 6. La lunghezza media dei testi pubblicati nei primi cinque anni di vita di Due parole era di circa 185 parole.

### Piano dell'articolo
Per scrivere un testo di facile lettura i passi da seguire sono molti. Ognuno di essi rappresenta una fase necessaria all'obbiettivo da raggiungere. La stesura del testo è preceduta da:
- formulazione di un'ipotesi
- raccolta delle fonti
- raccolta di scritti sulla base delle informazioni reperibili dalle varie fonti
- stesura del piano dell'articolo che ha la funzione di:
  1. selezionare le informazioni principali e distinguerle da quelle secondarie
  2. assicurare all'informazione una coerenza
  3. rendere il più possibile esplicito il contenuto del testo delle informazioni
  4. individuare le connessioni logiche (causa effetto, identità) tra le varie informazioni
- decisione del numero di righe complessivo della pagina e delle foto a disposizione
- prima stesura, provvisoria, del testo vero e proprio, che deve contenere tutti i dati disponibili
- una o più riletture svolte a distanza di tempo
- più riscritte del testo per una continua approssimazione alla fase definitiva del testo, ovvero la forma finale del testo dove risulta immediatamente evidente l'informazione principale e quelle secondarie.

Dopo che il testo viene consegnato ai responsabili delle pagine inizia una fase chiamata fase di controllo incrociato, ovvero la rilettura e discussione degli articoli delle pagine e la revisione della direzione scientifica. Questo significa che il testo viene riletto più volte e,  se necessario, riscritto fino a che non assume tutte le caratteristiche brevità, chiarezza, concretezza, e precisione.
La fase finale è quella di preparazione dal punto di vista grafico e tipografico.

## Due parole in ambito internazionale

### Confronto con 8 Sidor
Mentre procedeva la messa a punto del progetto Due parole e si sperimentavano i testi degli 8 numeri di prova, si erano già avviate le procedure burocratiche per ottenere l'autorizzazione alla stampa. Intanto, nell'aprile del 1986 arrivò la notizia della nascita, in Svezia, di un giornale mirato a persone con difficoltà di lettura e comprensione di testi scritti. Fu "L'Espresso" a dare questa breve notizia, che però non forniva informazioni molto dettagliate. La redazione di Due parole riuscì ad avere dei dati più precisi sull'iniziativa svedese grazie al personale dell'ambasciata svedese a Roma. Tramite quest'ambasciata si stabilì un rapporto epistolare con la redazione del quindicinale (24 numeri l'anno) svedese chiamato 8 Sidor. Lättlästa Nyheter, in italiano "8 pagine. Notizie di facile lettura". Successivamente fu possibile anche avviare uno scambio di materiale conoscitivo tra la redazione di 8 Sidor e quella di Due parole. A differenza di Due parole, il giornale 8 Sidor era nato per iniziativa del governo svedese che aveva affidato allo Swedish Committee on Spoken Newspaper del Ministero dell'educazione e degli affari culturali l'obbiettivo di studiare la fattibilità di un periodico di informazione per persone con handicap che, con la collaborazione della Swedish National Society for Person with Mental Handicap, pubblicò un'edizione di prova del giornale. La fase di sperimentazione è stata svolta tra l'autunno del 1984 e l'estate del 1986, principalmente finanziata dallo stato.

Il primo numero di 8 Sidor fu pubblicato nell'agosto del 1985, come quindicinale e in formato tabloid, con lo stesso stile grafico di Due parole, ovvero stampa nero su bianco e la presenza di un colore brillante per il nome. Anche il giornale svedese, come Due parole, riportava notizie interne ed estere, di sport, di spettacolo, cultura e vari aspetti di vita quotidiana. 
La maggiore differenza tra l'iniziativa italiana e quella svedese è legata alla diversa origine dell'iniziativa stessa: quella svedese è nata per decisione governativa di garantire un servizio d'informazione mirato a destinatari precisi, mentre quella italiana è il prodotto di studi e ricerche in ambito accademico.
Il primo effetto dell'origine diversa tra le due iniziative riguarda la natura, la funzione e la continuità delle redazioni. Quella svedese è costituita da tre giornalisti professionisti di cui uno è anche respondabile diretto. Questo ha portato il giornale, nel giro di pochi mesi, a diventare da quindicinale a settimanale, trovando soluzione al problema derivato dalla periodicità della pubblicazione.
Il secondo effetto, è l'ampiezza e la visibilità dell'iniziativa che deriva da un maggiore investimento in termini economici e culturali da parte del governo svedese, rispetto all'iniziativa italiana. Nel 1985 il governo svedese stanziò circa 500-600 milioni di lire italiane per la stampa e pubblicazione di 8 Sidor, sia in stampa che in cassetta, in attesa degli abbonamenti. Nei primi due anni il numero di abbonati non raggiunse cifre adeguate, ma successivamente si diffuse in maniera esponenziale.
Nel febbraio del 1993 si era arrivati a 7500 copie con 45 numeri all'anno.
Dopo i frequenti contatti avuti, alla fine del primo anno di vita di Due parole, la redazione romana organizzò un incontro di confronto con la redazione di 8 Sidor.

Durante questo incontro si notarono tutti gli elementi di elevata affinità tra le due iniziative principalmente sul piano strutturale, grafico e linguistico.

Quello che separa in maniera evidente l'esperienza di Due parole e quella di 8 Sidor è, da una parte, la sproporzione tra il riconoscimento di singole persone, o gruppi, dell'utilità di Due parole e la risposta in termini di abbonamenti, dovuta alla scarsa visibilità. In conclusione, risulta che nel confronto tra Due parole e 8 Sidor per ogni milione di abitanti in Svezia 8 Sidor ha 900 abbonamenti, mentre in Italia, per ogni milione di abitanti, Due parole ne ha soltanto 16.

Questo significa che in Svezia 8 Sidor è circa 56 volte più diffuso di Due parole in Italia. 

### Altre iniziative simili a "Due Parole" in Europa

#### Selko-Uutiset e LL-Bladet. Lätt Läast
Cinque anni dopo la fondazione di 8 Sidor e un anno dopo la prima pubblicazione di Due parole, nel 1990, in Finlandia venne avviata un'iniziativa molto simile a quelle svedese e italiana. Si tratta del quindicinale Selko-Uutiset ("Notizie chiare") che distribuisce 26 numeri all'anno. Durante le prime fasi di sperimentazione, la redazione finlandese, con sede a Helsinki, strinse dei rapporti con la redazione di 8 Sidor e, successivamente, con Due parole. Nella primavera del 1990, ci fu un incontro a Roma tra la redazione italiana e quella finlandese, composta da ricercatori universitari e docenti incaricati di studiare la fattibilità di un periodico informativo di facile lettura.
Come 8 Sidor anche il progetto finlandese nacque per iniziativa del governo, anche se i realizzatori del progetto erano, come la redazione italiana, ricercatori universitari e docenti di vario tipo e ordine. Dato che in Finlandia le lingue ufficiali sono il finnico e lo svedese, quest'ultimo parlato da circa il 10% della popolazione del paese, venne anche creata una versione tradotta in lingua svedese dal nome LL-Bladet. Lätt Läast ("Giornale di facile lettura"). Di ciascuno dei due giornali vengono diffuse circa 4000 copie per una popolazione di quasi cinque milioni di abitanti. Gli abbonati delle riviste finlandesi sono principalmente privati, scuole e centri di assistenza sociale, sotto un contributo statale di circa un milione di marchi finlandesi. Una caratteristica che accomuna i due giornali finlandesi e quello svedese è il fatto che gli articoli pubblicati sono tutti firmati dagli autori, a differenza dei testi di Due parole.

#### Klar tale. Lettlest ukeavis
Nel febbraio del 1993, dalla redazione di 8 Sidor giunse alla redazione italiana la notizia della nascita di un'altra iniziativa simile alle due. Si tratta della rivista norvegese Klar Tale. Lettlest ukeavis ("Discorso chiaro. Settimanale di facile lettura"), che ha avuto un grande successo nel proprio paese: circa 7500 abbonamenti su 4,5 milioni di abitanti, ovvero, in proporzione, una diffusione doppia rispetto a quella di 8 Sidor in Svezia e che, circa due anni dopo, ha raggiunto una diffusione quadrupla rispetto a 8 Sidor.

#### L'Essentiel. L'actualité simple comme bonjour
In Belgio, nel settembre 1990, anno internazionale dell'alfabetizzazione, l'associazione Lire et Écrire e la Comunità francese che sponsorizza le iniziative di alfabetizzazione svilupparono il mensile L'Essentiel. L'actualité simple comme bonjour. Il mensile belga nacque sulle stesse basi che avevano portato alla realizzazione di Due parole e di 8 Sidor e alle due iniziative finlandesi. Considerato che nel Belgio francofono più di mezzo milione di persone non erano in grado di comprendere neanche un testo semplice e quindi non erano capaci di informarsi, la Comunità francese incaricò l'associazione Lire et Écrire del compito di realizzare un giornale in "Français facile". Prima in otto, poi in dodici pagine, L'Essentiel riporta la notizie essenziali d'attualità, nazionale e internazionale, sportive e culturali, del mese, oltre che argomenti sulla salute, lo sviluppo e le notizie relative alle attività dell'Unione Europea. Come Due parole, anche la rivista belga ha una periodicità mensile di circa 3000 copie distribuite solo sotto abbonamento. L'Essentiel, dalla nascita, si avvale di un sussidio della Comunità francese e, dal 1994, di un finanziamento da parte dell'Unione Europea.